# ウムコントゥ (ミサイル)
ウムコントゥ（英語: Umkhonto）は、南アフリカ共和国のケントロン社が開発した短距離防空ミサイル・個艦防空ミサイル（短SAM）。ウムコントゥはズールー語で「槍」のこと。

## 来歴
フランスのトムソンCSF社のクロタル地対空ミサイル・システムは、元来、南アフリカ国防軍の要求に応じて開発されたものであった。南アフリカ国防軍では同システムをカクタスと称しており、主として飛行場の防空に用いていたが、他に適切なシステムがなかったことから、野戦防空にも投入されていた。1980年代後半、南アフリカはカクタスのアップグレードを決定した。クロタルはミサイルの飛翔速度向上を図ったクロタルNGに発展しており、南アフリカとしてもこれに相当するミサイルが目標とされた。これに応じてケントロン社が開発したのがSAHV-3（South African High Velocity, Mach 3）であり、ミサイルの飛翔速度向上に加えて情報処理装置（Analysis, Management and Systems: AMS）の性能向上も図られた。1991年から1993年にかけての飛行試験を経て、1994年にはシステムの認定を取得した。
SAHV-3はクロタルと同様の目視線指令誘導（CLOS）方式を採用していたのに対し、誘導装置をダーター空対空ミサイルから導入し、赤外線誘導方式に変更することで、システムのコンパクト化を図ったのがSAHV-IRであった。1995年には、エリコン・コントラベス社と協力して、箱形発射機に収容して対空機関砲のマウントに架し、スカイガード射撃統制装置と組み合わせる形でのセールスが行われていた。
1997年3月、ケントロン社は南アフリカ海軍の新型コルベット（後のヴァラー級フリゲート）向けに、SAHV-IRの艦載版を開発するための23万ドル相当の契約を獲得した。そして後にこのミサイルは「ウムコントゥ」と改称された。また後にはアクティブ・レーダー・ホーミング（ARH）誘導方式を採用したウムコントゥ-Rも開発され、赤外線誘導方式のミサイルはウムコントゥ-IRと称されるようになった。

## 設計
SAHV-IRは、ダーター空対空ミサイルの赤外線誘導装置をSAHV-3の弾体・弾頭部および推進装置と組み合わせる形で開発された。SAHV-3は、高度30.5 - 7,315メートル・距離2,000 - 12,000メートルの範囲で、高速で襲来する攻撃機が兵装を投じる前に要撃することを目標としていた。この要求を踏まえて、弾体の直径は180ミリに拡張された。SAHV-3では無煙推進薬を用いた固体燃料ロケットによって最大速度マッハ3.5を発揮し、8,000メートルを10秒以内に飛翔可能とされていたが、製品化されたウムコントゥ-IRでは、最大速度はマッハ2、8,000メートルを飛翔するための所要時間は18秒とされている。ウムコントゥ-IRは、ミサイルの外形は変えないままで、射程については、ブロック1では15キロ、ブロック2では18キロ、ブロック3では20キロと順次に延伸している。一方、ウムコントゥ-Rではミサイルの全長を延長して重量も増大させ、射程を60キロに延伸した。
SAHV-IRで導入された赤外線誘導装置は、2波長式の採用によりフレアへの耐性に優れているほか、LOAL（Lock-On After Launch）能力も有する。またこれと同時に、中間誘導として慣性航法が導入されたほか、クロタル以来の指令誘導用無線通信リンクも維持されていることから、運動エネルギーを減衰させにくい効率的な飛行プロファイルを指令することもできる。またウムコントゥ-IRブロック2では、沿海域での運用を想定してルックダウン能力を強化したシーカーが導入された。そしてウムコントゥ-Rではアクティブ・レーダー・ホーミング（ARH）誘導方式を採用している。
SAHV-3では尾翼で操舵を行い、横方向であれば最大40Gの機動力を発揮することができた。ウムコントゥでも尾翼を操舵翼とする設計は踏襲されているほか、推力偏向（TVC）も導入されている。発射機としては、艦載型・地上型いずれもVLSが用いられている。
| ミサイル | ウムコントゥ-IR                                       | ウムコントゥ-R                         |
| -------- | ----------------------------------------------------- | -------------------------------------- |
| 全長     | 3.32 m                                                | 4.3 m                                  |
| 直径     | 180 mm                                                | 180 mm                                 |
| 全幅     | 500 mm                                                | 500 mm                                 |
| エンジン | 固体燃料ロケット                                      | 固体燃料ロケット                       |
| 重量     | 135 kg                                                | 195 kg                                 |
| 弾頭     | HE破片効果（23kg）                                    | HE破片効果（23kg）                     |
| 中間誘導 | 慣性航法 (INS)                                        | 目視線指令誘導 (CLOS)                  |
| 終末誘導 | 赤外線ホーミング（IRH）                               | アクティブ・レーダー・ホーミング (ARH) |
| 最大射程 | ブロック1: 12-15 km ブロック2: 20 km ブロック3: 30 km | 60 km                                  |

## 採用国
南アフリカ海軍
- ヴァラー級フリゲート

VLS発射機32セルを搭載。
 フィンランド海軍（Umkhonto-IR ブロック2）
- ハミナ級ミサイル艇

VLS発射機8セルを搭載。
- ヘメンメア級機雷敷設艦

VLS発射機8セルを搭載。
 アルジェリア海軍
- エル・エルラディ級フリゲート

VLS発射機32セルを搭載。